# Gomphogyne cissiformis
Gomphogyne cissiformis är en gurkväxtart som beskrevs av William Griffiths. Gomphogyne cissiformis ingår i släktet Gomphogyne och familjen gurkväxter. Utöver nominatformen finns också underarten G. c. villosa.